# Oxypoda lucidula
Oxypoda lucidula es una especie de escarabajo del género Oxypoda, familia Staphylinidae. Fue descrita científicamente por Casey en 1906.
Se distribuye por Canadá. Habita en los márgenes de los ríos, también de arroyos y estanques. Aparece en los meses de abril, mayo y septiembre.